# Ирибаррен Борхес, Игнасио Маркос
Игнасио Маркос Ирибаррен Борхес (исп. Ignacio Marcos Iribarren Borges; 4 апреля 1907, Барселона, Венесуэла — 2 апреля 1998, Каракас, Венесуэла) — венесуэльский дипломат и государственный деятель, министр иностранных дел (1964—1969).

## Биография
Доктор политических наук.
В 1934 г. поступил на дипломатическую службу. Работал в аппарате Министерства иностранных дел, руководителя Управления по экономической политике, генерального консула Венесуэлы в Балтиморе (США).
Являлся торговым представителем в Германии, Голландии, Дании и США, первым секретарем, советником и поверенным в делах посольства Венесуэлы в США. Был представителем Венесуэлы на Международном конгрессе по промышленным технологиям в Берлине (1938), и представителем Венесуэлы в Межамериканском совете по кофе, делегатом на V Конференции Продовольственной и сельскохозяйственной Организации Объединённых Наций в Квебеке (1945).
- 1947 г. — вице-президент Межамериканского Экономического и Социального Совета,
- 1958 г. — президент Национальной корпорации гостиниц и туризма, штат Калифорния (США),
- 1959—1964 гг. — посол Венесуэлы в США,
- 1964—1969 гг. — министр иностранных дел Венесуэлы,
- 1976—1979 гг. — посол в США.